# 今成元昭
今成 元昭（いまなり げんしょう、1925年11月30日 - 2020年1月10日）は、日本文学者、立正大学名誉教授、日蓮宗勧学院勧学職、立正大学常任理事などを歴任した。息子今成元信（1959年生）も僧侶で、高校教師である。

## 人物
専攻は仏教文学、軍記物語、説話文学。平家物語を中心とした軍記物語研究で多くの著作がある。国文学者であり宗門僧侶として日蓮研究も著した。
東京生まれ。1948年早稲田大学文学部卒業。1951年早稲田大学大学院（旧制）修了。国士舘大学助教授、教授、1980年立正大学教授、1983年11月「平家物語流伝考」で早大文学博士。2005年11月29日、自身の満80歳の誕生日を機に今成組組頭を勇退。翌日に長男元信が13代目組頭を襲名し、自身は大頭を襲名した。1996年立正大学を定年により名誉教授。2020年1月10日死去。享年94歳。ほかに子供は1956年生まれの長女がいる。

## 著書
- 『平家物語流伝考』風間書房 1971（早稲田大学より文学博士授与）
- 『仏教文学の世界』日本放送出版協会・NHKブックス 1978
- 『日蓮のこころ 言葉と行動の軌跡』有斐閣新書 1982
- 『暮らしに生きる仏教語』有斐閣新書 1985
- 『おもしろ仏教ゼミナール 賢く率直に生きるための仏の"道理と教え"』山海堂 1988 アポロ・シリーズ
- 『挫折をこえて日蓮』講談社 1989 こんな生き方
- 『『方丈記』と仏教思想』笠間書院 2005
- 『今成元昭 仏教文学論纂』全5巻、法藏館 2015

## 共編著
- 『仏教文学講座』全9巻 伊藤博之、山田昭全共編 勉誠社 1994-1996
- 『仏教文学の構想』編　新典社研究叢書 1996

## 訳注
- 鴨長明『方丈記 付発心集(抄) 現代語訳対照』旺文社文庫 1981
- 『日蓮聖人全集 第7巻 信徒 2』春秋社 1992、新版2011

## 参考
- 『『方丈記』と仏教思想』著者紹介

## 注
1. ↑  書評「水原一著 平家物語の形成」
2. ↑  近藤信義「今成元昭先生をお送りする」
3. ↑  今成元昭氏（立正大名誉教授、日蓮宗正法寺住職）『中外日報』2020年1月20日配信